# Philadelphia Cycling Classic
La Philadelphia Cycling Classic és una competició ciclista d'un sol dia que es disputa al mes de juny a Filadèlfia, a l'estat de Pennsilvània. Forma part del calendari de l'UCI Amèrica Tour.
La primera edició es disputà el 1985 coincidint en la mateixa cursa el Campionat dels Estats Units en ruta, que es decidia agafant el millor estatunidenc a la classificació final. Aquest fet va durar fins al 2006, on el Campionat ja es va atorgar en una cursa independent.
La cursa ha tingut diferents noms al llarg de la història, degut als diferents patrocinadors que l'organitzaven. Així s'anomenà CoreStates (1985-1997), First Union USPRO Championships (1998-2001), Wachovia (2002-2005), Wachovia Cycling Series-Philadelphia (2006), Commerce Bank International Championship (2007), Philadelphia International Championship (2008-2010) i TD Bank International Cycling Championship (2011-2012).
La Philadelphia Cycling Classic, fins al 2008, formava part de la Commerce Bank Triple Crown of Cycling juntament amb la Lancaster Classic i la Reading Classic.
Des del 2013 es crea una prova femenina. El 2015 va formar part del calendari de la Copa del món i a partir de l'any següent, és una de les proves de l'UCI Women's WorldTour

## Palmarès masculí
| Any                                      | Vencedor              | Segon                | Tercer             |
| ---------------------------------------- | --------------------- | -------------------- | ------------------ |
| CoreStates USPRO Championships           |                       |                      |                    |
| 1985                                     | Eric Heiden           | Jesper Worre         | Jens Veggerby      |
| 1986                                     | Thomas Prehn          | Jørgen Marcussen     | Doug Shapiro       |
| 1987                                     | Tom Schuler           | Cesare Cipollini     | Roy Knickman       |
| 1988                                     | Roberto Gaggioli      | Dag Otto Lauritzen   | Ron Kiefel         |
| 1989                                     | Greg Oravetz          | Mike Engleman        | Alexi Grewal       |
| 1990                                     | Paolo Cimini          | Laurent Jalabert     | Kurt Stockton      |
| 1991                                     | Michel Zanoli         | Davis Phinney        | Phil Anderson      |
| 1992                                     | Bart Bowen            | Andrzej Mierzejewski | Roberto Pelliconi  |
| 1993                                     | Lance Armstrong       | Gianluca Pierobon    | Graeme Miller      |
| 1994                                     | Sean Yates            | Bruno Boscardin      | Brian Walton       |
| 1995                                     | Norman Alvis          | Maurizio Di Pasquale | Clark Sheehan      |
| 1996                                     | Eddy Gragus           | Roberto Gaggioli     | Fred Rodriguez     |
| 1997                                     | Massimiliano Lelli    | Scott McGrory        | Massimiliano Lelli |
| First Union USPRO Championships          |                       |                      |                    |
| 1998                                     | George Hincapie       | Massimiliano Mori    | Tomáš Konečný      |
| 1999                                     | Jakob Piil            | Brian Walton         | Harm Jansen        |
| 2000                                     | Henk Vogels           | Fred Rodriguez       | Nicolaj Bo Larsen  |
| 2001                                     | Fred Rodriguez        | Trent Klasna         | George Hincapie    |
| 2002                                     | Mark Walters          | William-Chann McRae  | Danny Pate         |
| Wachovia USPRO Championships             |                       |                      |                    |
| 2003                                     | Stefano Zanini        | Uroš Murn            | Julian Dean        |
| 2004                                     | Francisco Ventoso     | Antonio Bucciero     | Gordon Fraser      |
| 2005                                     | Chris Wherry          | Danny Pate           | Christopher Horner |
| Wachovia Cycling Series - Philadelphia   |                       |                      |                    |
| 2006                                     | Gregory Henderson     | Iván Domínguez       | Oleg Grixkin       |
| Commerce Bank International Championship |                       |                      |                    |
| 2007                                     | Juan José Haedo       | Matthew Goss         | Bernhard Eisel     |
| 2008                                     | Matti Breschel        | Kirk O'Bee           | Fred Rodriguez     |
| Philadelphia International Championship  |                       |                      |                    |
| 2009                                     | André Greipel         | Gregory Henderson    | Kirk O'Bee         |
| 2010                                     | Matthew Goss          | Peter Sagan          | Alexander Kristoff |
| 2011                                     | Alex Rasmussen        | Peter Sagan          | Robert Förster     |
| 2012                                     | Alexander Serebryakov | Aldo Ino Ilešič      | Fred Rodriguez     |
| Philadelphia Cycling Classic             |                       |                      |                    |
| 2013                                     | Kiel Reijnen          | Jesse Anthony        | Joey Rosskopf      |
| 2014                                     | Kiel Reijnen          | Jure Kocjan          | Dion Smith         |
| 2015                                     | Carlos Barbero        | Michael Woods        | Toms Skujiņš       |
| 2016                                     | Eduard Prades         | Travis McCabe        | Marco Canola       |
| 2017                                     | No disputada          |                      |                    |

## Palmarès femení
| Any  | Vencedora            | Segona               | Tercera            |
| ---- | -------------------- | -------------------- | ------------------ |
| 2013 | Evelyn Stevens       | Joëlle Numainville   | Claudia Häusler    |
| 2014 | Evelyn Stevens       | Lex Albrecht         | Lauren Tucker Hall |
| 2015 | Elizabeth Armitstead | Elisa Longo Borghini | Alena Amialiusik   |
| 2016 | Megan Guarnier       | Elisa Longo Borghini | Alena Amialiusik   |
| 2017 | No disputada         |                      |                    |